# Hệ thống hình sự ở Trung Quốc
Hệ thống hình sự ở Trung Quốc hầu hết bao gồm một hệ thống giam giữ hành chính và một hệ thống giam giữ tư pháp. Tính đến giữa năm 2015, theo báo cáo, các tù nhân bị giam giữ trong các nhà tù do Bộ Tư pháp quản lý là 1.649.804, dẫn đến tỷ lệ dân số là 118 trên 100.000. Những người bị giam giữ trong các cơ sở của Bộ Công an là 650.000 vào năm 2009, kết hợp lại sẽ dẫn đến tỷ lệ dân số là 164 trên 100.000. Trung Quốc cũng giữ lại việc sử dụng hình phạt tử hình với quyền phê chuẩn dành cho Tòa án Nhân dân Tối cao (Cộng hòa Nhân dân Trung Hoa)|Tòa án Nhân dân Tối cao]], và có một hệ thống hình phạt tử hình treo trong đó bản án tử hình sẽ bị treo lại nếu người bị kết án không phạm các trọng tội khác trong vòng hai năm khi bị giam giữ. Có nhiều cuộc thảo luận thúc giục việc sử dụng cải chính cộng đồng, và cuộc tranh luận đang diễn ra để Bộ Tư pháp giám sát những người bị giam giữ hành chính cũng như để ngăn cảnh sát có quá nhiều quyền lực.

## Dân số
Các nhà tù do Bộ Tư pháp quản lý đã giam giữ 1.649.804 tù nhân vào giữa năm 2015, dẫn đến tỷ lệ dân số là 118 trên 100.000. Thêm số lượng người bị giam giữ trong các trung tâm giam giữ 650.000 của Bộ Công an được báo cáo vào năm 2009, sẽ dẫn đến tổng dân số là 2.300.000, và nâng tỷ lệ lên 164 trên 100.000. Trong cùng một báo cáo, lưu ý rằng các nữ tù nhân chiếm khoảng 6,5%, vị thành niên chiếm 0,8% và người nước ngoài chiếm 0,4% tổng số tù nhân trong các cơ sở giam giữ của Bộ Tư pháp nước này.

## Điều tra tạm giam
Các bộ phận an ninh công cộng, Viện kiểm sát nhân dân, Tòa án nhân dân và Ủy ban giám sát có thể ra lệnh giam giữ, và những người bị giam giữ thường được giữ trong các cơ sở được quản lý bởi các sở an ninh công cộng, mặc dù các ủy ban giám sát thường chăm sóc những người bị giam giữ của họ. Bộ an ninh nhà nước có quyền và chức năng tương tự như bộ an ninh công cộng.
Các đại biểu của quốc hội hoặc đại hội nhân dân địa phương trên cấp quận trong nhiệm kỳ của họ được miễn giam giữ hoặc truy tố hình sự mà không có sự chấp thuận trước từ ủy ban thường vụ của cơ quan lập pháp tương ứng.